# Radio Taiwan International
Pour les articles homonymes, voir CBS.
Radio Taiwan International (RTI) (en chinois traditionnel : 中央廣播電台 ; pinyin : Zhōngyāng guǎngbō diàntái), est une station de radio publique taïwanaise diffusant en mandarin standard et en 14 langues étrangères.

## Histoire
Le Central Broadcasting System (CBS) est créé en 1928 comme étant la voix du gouvernement de la République de Chine dirigée par le Kuomintang avec sa capitale à Nankin, en Chine continentale. Durant la seconde guerre sino-japonaise, le gouvernement chinois de Tchang Kaï-chek doit déménager les locaux de la radio à Hankou (dans le Haïnan) puis à Chongqing, à la suite de l’avancée des troupes japonaises. Après la fin de la seconde guerre mondiale qui voit la défaite et le retrait de l’armée japonaise, la guerre civile chinoise reprend entre le Kuomintang et le Parti communiste chinois qui en sort victorieux : la république populaire de Chine est instaurée sur le continent. Le Kuomintang se réfugie dans l’île de Taïwan et la radio avec lui.
La radio nationaliste, sous le nom de Voice of Free China (« Voix de la Chine libre »), commence à émettre depuis Taïwan le 17 juillet 1949 en chinois mandarin mais aussi en anglais, japonais, coréen, arabe, russe et français et dans les dialectes chinois du continent, cantonais, hakka, minnan, teochew et shanghaïen

## Statut actuel
À la suite d'une réorganisation au cours de la période 1996-1998, le CBS diffuse en Chine continentale et dans le reste du monde avec deux stations : Radio Taipei International et Voice of Asia. Radio Taipei International remplace la Broadcasting Corporation of China (B.C.C.), connue sous le nom de Voice of Free China. Radio Taipei International diffuse alors pour la Chine et le monde, alors que Voice of Asia limitait son audience à l’Asie et au Pacifique. En 2002, Voice of Asia cesse d’émettre et Radio Taipei International demeure le seul service international de la radio publique taïwanaise. En 2003, elle change de nom pour Radio Taiwan International.
De plus, à travers les ondes courtes et ondes moyennes, CBS a également diffusé trois réseaux différents en chinois (principalement en mandarin) pour la Chine continentale. Il s’agissait de « News Network », devenu ensuite « Mainland Network » (service consacré à l’information), « Variety Network » devenu « General Network » (musique) et « Dialect Network » (destiné aux minorités de la Chine continentale) qui a par la suite fusionné avec Radio Taiwan International. Conséquence : CBS ne peut plus diffuser en AM à Taïwan.

## Diffusion
Radio Taiwan International émet pour les régions suivantes :
- Australie et Nouvelle-Zélande
- Chine
- Europe
- Indonesie
- Japon
- Corée
- Amérique du Nord
- Philippines
- Afrique du Sud
- Amérique du Sud
- Asie du Sud
- Asie du Sud-Est

La diffusion se fait dans les langues suivantes :
- mandarin et autres langues chinoise
- Anglais
- Japonais
- Thaï
- Espagnol
- Allemand
- Français
- Russie
- Vietnamien
- Indonésien
- Coréen

La station de Taiwan utilise des émetteurs situés sur son territoire et d'autres, loués à des diffuseurs internationaux, comme TDF pour les émetteurs d'Issoudun (France), le retransmetteur de Okeechobee en Floride qui appartient au WRMI, ou de Kostinbrod en Bulgarie.
Le service français propose une diffusion directe depuis la station Tamsui de RTI vers la France et l’Europe. Tous les vendredis, samedis et dimanches du mois d’août 2022, à 17:00-18:00 TU fréquence 11995 kHz et 19:00-20:00 TU fréquence 9545 kHz,.